# Ogowe Nadmorskie
Ogowe Nadmorskie (fr. Ogooué-Maritime) – jedna z dziewięciu prowincji Gabonu nad Oceanem Atlantyckim (Zatoką Gwinejską). Sąsiaduje z prowincjami: Estuaire, Środkowe Ogowe, Ngounié i Nyanga. Stolicą prowincji jest Port Gentil.

## Departamenty
Ogowe Nadmorskie jest podzielone na 3 departamenty:
- Bendje (Port Gentil)
- Etimboue (Omboue)
- Ndougou (Gamba)